# Psitteuteles
Psitteuteles é um género de papagaio da família Psittacidae.
Este género contém as seguintes espécies:
- Lóris-de-goldie, Psitteuteles goldiei[1]
- Lóris-versicolor, Psitteuteles versicolor[2]
- Lóris-íris, Psitteuteles iris[3]